# آلان بوهر
ألان إيميل لويس ماري بواغيه (بالفرنسية: Alain Émile Louis Marie Poher؛ تلفظ: [alɛ̃ pɔɛʁ])، هو سياسي فرنسي وُلد في 17 أبريل 1909 وتوفي في 9 ديسمبر 1996. شغل منصب رئيس مجلس الشيوخ الفرنسي لمدة طويلة امتدت من عام 1968 حتى 1992، ما جعله صاحب أطول فترة في هذا المنصب في ظل الجمهورية الخامسة. وبوصفه رئيسًا لمجلس الشيوخ، تولّى رئاسة الجمهورية الفرنسية مؤقتًا في مناسبتين: الأولى في عام 1969 بعد استقالة شارل ديغول، والثانية في عام 1974 عقب وفاة جورج بومبيدو. انتمى بواغيه في بداياته السياسية إلى حركة الجمهوريين الشعبيين حتى عام 1966، ثم انضم إلى المركز الديمقراطي، ولاحقًا إلى مركز الديمقراطيين الاجتماعيين في عام 1976.
ينحدر بواغيه من بلدة أبلون-سور-سين الواقعة جنوب باريس. بدأ مسيرته البرلمانية في مجلس الشيوخ عام 1946، واستمر عضوًا فيه – مع انقطاع قصير – حتى عام 1995، ممثلًا أولًا دائرة سين-إيه-واز حتى عام 1968، ثم دائرة فال-دو-مارن. كما تولّى رئاسة البرلمان الأوروبي بين عامي 1966 و1969. رغم خسارته في الجولة الثانية من الانتخابات الرئاسية الفرنسية عام 1969 أمام جورج بومبيدو، ظل بواغيه شخصية بارزة ومؤثرة في المشهد السياسي الفرنسي طوال النصف الثاني من القرن العشرين.
توفي في ديسمبر 1996 عن عمر يناهز 87 عامًا، بعد عام واحد من تقاعده من العمل البرلماني.

## روابط خارجية
- آلان بوهر على موقع مونزينجر (الألمانية)